# Anagrus
Genre
Anagrus est un genre de guêpes de la famille des Mymaridae, parasitoïde des œufs d'autres insectes.

## Description
Anagrus est l'un des genres de Mymaridae les plus communément collectés, comprenant plus de 90 espèces. La plupart des hôtes sont des œufs d'Hémiptères, en particulier des familles des Cicadellidae, Delphacidae, Miridae et Tingidae. Ainsi, plusieurs espèces d'Anagrus servent d'agents de biocontrôle. Certaines espèces s'attaquent également aux œufs d'Odonates.

## Systématique
Le nom valide complet (avec auteur) de ce taxon est Anagrus Haliday, 1833.
Anagrus se compose de trois sous-genres, A. (Anagrella) Bakkendorf, A. (Anagrus) Haliday et A. (Paranagrus) Perkins, le sous-genre nominal étant divisé en trois groupes d'espèces, sur la base du nombre de mps (multiporous plate sensilla) sur la clava de l'antenne femelle, à savoir les groupes atomus, incarnatus et stethynioides.

### Synonymes
Anagrus a pour synonymes :
- Anagrella Bakkendorf, 1962
- Anagrus (Anagrella) Bakkendorf, 1962
- Anagrus (Paranagrus) Perkins, 1905
- Paranagrus Perkins, 1905
- Packardiella Ashmead, 1904
- Pteratomus Packard, 1864
- Anagrus (Anagrus) Haliday, 1833

### Liste des espèces
Selon le Catalogue of Life (22 mars 2025) :
- Anagrus aegyptiacus Soyka, 1950
- Anagrus ainu Triapitsyn & Berezovskiy, 2004
- Anagrus albiclava Chiappini & Lin, 1998
- Anagrus amazonensis Triapitsyn, Querino & Feitosa, 2008
- Anagrus antipodus Triapitsyn, 2001
- Anagrus arboridiae Triapitsyn & Adachi-Hagimori, 2020
- Anagrus armatus (Ashmead, 1887)
- Anagrus atomus (Linnaeus, 1767)
- Anagrus baeri Girault, 1912
- Anagrus bakkendorfi Soyka, 1946
- Anagrus brasiliensis Triapitsyn, 1997
- Anagrus breviclavatus Jesu & Viggiani, 2007
- Anagrus brevifuniculatus Viggiani & Jesu, 1995
- Anagrus brevis Chiappini & Lin, 1998
- Anagrus brocheri Schulz, 1910
- Anagrus daanei Triapitsyn, 1998
- Anagrus dalhousieanus Mani & Saraswat, 1973
- Anagrus debilis Förster, 1847
- Anagrus delicatus Dozier, 1936
- Anagrus dilatatus Enock
- Anagrus dmitrievi Triapitsyn & Hu, 2018
- Anagrus elegans Chiappini, 2002
- Anagrus elongatus (Risbec, 1950)
- Anagrus empanadus Triapitsyn, 2011
- Anagrus empoascae Dozier, 1932
- Anagrus ensifer Debauche, 1948
- Anagrus epos Girault, 1911
- Anagrus fennicus Soyka, 1956
- Anagrus fisheri Donev, 1998
- Anagrus flaveolus Waterhouse, 1913
- Anagrus flaviapex Chiappini & Lin, 1998
- Anagrus flavus Förster, 1847
- Anagrus fragranticus Triapitsyn, 2003
- Anagrus frequens Perkins, 1905
- Anagrus funebris Mathot, 1968
- Anagrus gonzalezae Triapitsyn, 1997
- Anagrus hirashimai Sahad, 1982
- Anagrus humicola Mathot, 1968
- Anagrus hydrophilus Ashmead, 1905
- Anagrus incarnatus Haliday, 1833
- Anagrus indicus Saleem & Anis, 2021
- Anagrus insularis Dozier, 1936
- Anagrus iti Triapitsyn, 2013
- Anagrus japonicus Sahad, 1982
- Anagrus karnatakus Triapitsyn, 2022
- Anagrus kashtanka Triapitsyn, 2009
- Anagrus klop S. Triapitsyn, 2001
- Anagrus kolhapurensis Manickavasagam & Sankararaman, 2022
- Anagrus kvas Triapitsyn & Berezovskiy, 2004
- Anagrus latus Manickavasagam & Sankararaman, 2022
- Anagrus lestini Yoshimoto
- Anagrus lineolus Triapitsyn, 1999
- Anagrus longifrangiatus Jesu & Viggiani, 2007
- Anagrus longitibialis Donev, 1996
- Anagrus minutus Chiappini & Lin, 1998
- Anagrus miriamae Triapitsyn & Virla, 2004
- Anagrus mockfordi Triapitsyn, 2000
- Anagrus mymaricorne (Bakkendorf, 1962)
- Anagrus naulti Triapitsyn & Moya-Raygoza, 2015
- Anagrus nedotepae Triapitsyn, 2017
- Anagrus nigriceps (Smit van Burgst, 1914)
- Anagrus nigriventris Girault, 1911
- Anagrus oahuensis Triapitsyn & Beardsley, 2000
- Anagrus obscurus Förster, 1861
- Anagrus ogloblini Trjapitsyn, 1999
- Anagrus optabilis (Perkins, 1905)
- Anagrus pallidus Förster, 1847
- Anagrus pallipes Förster, 1861
- Anagrus paranagrosimilis Chiappini & Lin, 1998
- Anagrus parvus Soyka, 1956
- Anagrus perforator (Perkins, 1905)
- Anagrus puella Girault, 1911
- Anagrus putnamii (Packard, 1864)
- Anagrus quasibrevis S. Triapitsyn, 2001
- Anagrus raygilli Triapitsyn, 2000
- Anagrus rilensis Donev, 1996
- Anagrus saltensis (Ogloblin, 1949)
- Anagrus scassellatii Paoli, 1930
- Anagrus semiglabrus Chiappini & Lin, 1998
- Anagrus sensillatus Viggiani & Jesu, 1995
- Anagrus setosus Chiappini & Lin, 1998
- Anagrus shortitubulosus Pang & Wang
- Anagrus sophiae Trjapitzin, 1995
- Anagrus stethynioides Triapitsyn, 2002
- Anagrus striatus Chiappini & Lin, 1998
- Anagrus subfuscus Förster, 1847
- Anagrus sujathae Manickavasagam & Sankararaman, 2022
- Anagrus takeyanus Gordh, 1977
- Anagrus tretiakovae Triapitsyn, 1998
- Anagrus turpanicus Hu & Triapitsyn, 2016
- Anagrus unilinearis Soyka, 1950
- Anagrus urichi Pickles, 1932
- Anagrus ustulatus Haliday, 1833
- Anagrus vatrjapitzini Triapitsyn, 2018
- Anagrus vilis Donev, 1989
- Anagrus virginiae Triapitsyn & Puttler, 2006
- Anagrus virlai Triapitsyn, 2019
- Anagrus vulneratus Triapitsyn, 2010
- Anagrus yawi Fullaway, 1944

### Publication originale
- (en) A.H. Haliday, « An Essay on the Classification of the Parasitic Hymenoptera of Britain Which Correspond with the Ichneumones Minuti of Linnaeus », Entomological Magazine, Londres, Westley & Davis (d) et inconnu, vol. 1,‎ 1833, p. 333–350 (ISSN 1359-1916, OCLC 731006816 et 1568005, lire en ligne).